# 印第安座ο
印第安座ο，又名CP-70 2873，HD 207241、SAO 255087、HR 8333，是印第安座的一颗恒星，视星等为5.53，位于銀經321.8，銀緯-40.23，其B1900.0坐标为赤經21h 42m 19.9s，赤緯-70° -40.23′ 41″。